# Músculo piriforme
O músculo piriforme (em forma de pêra) é um músculo da região glútea.Está localizado, em parte, na parede posterior da pelve menor e, em parte, posterior à articulação do quadril. O músculo piriforme deixa a pelve através do forame isquiático maior, ocupando-o quase totalmente, até chegar à sua fixação na margem superior do trocanter maior. Esse músculo é uma importante referência na região glútea, pois determina o nome de artérias e nervos da região. Os vasos e nervo glúteos superiores margeiam a borda superior do piriforme. Em contrapartida, os vasos e nervo glúteos inferiores margeiam a região inferior desse músculo. O nervo isquiático segue próximo às artérias e nervos de glúteos inferiores. 
1. ↑  MOORE, K. L.; DALEY II, A. F. Anatomia orientada para a clínica. 7ª.edição. Guanabara Koogan. Rio de Janeiro, 2014.